# Pentti Palkoaho
Pentti Palkoaho, né le 10 mars 1933, à Tampere, en Finlande et mort le 1er août 2003, est un ancien joueur finlandais de basket-ball.